# Catherine Horel
Pour les articles homonymes, voir Horel.
Catherine Horel, née à Paris le 7 janvier 1966, est une historienne française, spécialiste de l'Europe centrale contemporaine ; elle est directrice de recherche au CNRS, membre du CETOBaC  (EHESS-CNRS-Collège de France). Elle enseigne à l'EHESS. Depuis 2021, elle est présidente du Comité international des Sciences Historiques (CISH).
Elle soutient en 1993 à l'université Panthéon-Sorbonne une thèse portant sur Les Juifs de Hongrie, 1825-1849, problèmes d'assimilation et d'émancipation, sous la direction de Bernard Michel. Elle a reçu en avril 2000 la médaille de bronze du CNRS. 
Elle est l'autrice de nombreux ouvrages consacrés à l'histoire de l'Europe centrale à l'époque contemporaine, en particulier Cette Europe qu'on dit centrale (2009), pour lequel elle a reçu le prix Guizot de l'Académie française en 2010, et une biographie de l'amiral Horthy, publiée en 2014 chez Perrin. Elle est intervenue à plusieurs reprises sur la radio France Culture.

## Publications

### Ouvrages
- Histoire de Budapest, Paris, Fayard, 1999
- La restitution des biens juifs et le renouveau juif en Europe centrale, Peter Lang, 2002
- Cette Europe qu'on dit centrale. Des Habsbourg à l'intégration européenne (1815-2004), Paris, Beauchesne, 2009
- L'amiral Horthy, régent de Hongrie, Paris, Perrin, 2014
- De l'exotisme à la modernité. Un siècle de voyage français en Hongrie (1818-1910), Montrouge, éditions du Bourg, 2018
- Histoire de la nation hongroise, Paris, Tallandier, 2021
- Multicultural Cities of the Habsburg Empire 1880-1914. Imagined Communities and Conflictual Encounters, Budapest, Central European University Press, 2023.

### Direction d'ouvrages
- 1908, l'annexion de la Bosnie-Herzégovine, cent ans après, Bruxelles, Peter Lang, 2011
- Les guerres balkaniques 1912-1913. Conflits, enjeux, mémoires, Bruxelles, Peter Lang, 2014